# Ôdâĸ Olsen
Ôdâĸ Knud Sivert Olsen [uːˈtɑːq knuð ˈsiːwɐt ˈoːlsn̩] (* 31. Dezember 1928 in Sisimiut; † 31. Dezember 1992) war ein grönländischer Gewerkschafter und Landesrat.

## Leben
Ôdâĸ Olsen war der Sohn des Pastors Jens John Ingvar Olsen (1894–1966) und seiner Frau Else Rakkel Abelone Fly. Sein Vater war seit 1923 als Missionar in Nordgrönland tätig. Dorther kannte er den Inughuaq Ôdâĸ, der 1909 als einer der ersten den Nordpol erreichte, und nach dem er seinen Sohn benannte.
Ôdâĸ Olsen wurde 1963 zum Vorsitzenden von Grønlands Arbejder Sammenslutning (GAS), der grönländischen Arbeitergewerkschaft gewählt. Er trat für Nuuk bei der Wahl zu Grønlands Landsråd 1967 an, erreichte aber nur 92 Stimmen von 1666 und konnte somit nicht in den Landesrat einziehen. 1971 verpasste er mit 129 von 2374 Stimmen erneut den Einzug. 1975 kandidierte er für einen von zwei Sitzen im Folketing, wurde aber letzter der vier Kandidaten. 1975 trat er auch ein weiteres Mal zur Landesratswahl an und konnte dieses Mal 702 von 2923 Stimmen erreichen. Sein erreichtes Mandat war das erste und einzige, das die GAS erreichen konnte. Während er zunächst noch Mitglied der Siumut wurde, so gründete er 1979 eine eigene Partei mit, die Sulisartut Partiiat. Bei der ersten Wahl zum Inatsisartut erhielt er jedoch nur 155 von 7167 Stimmen. 1980 schied er als Gewerkschaftsvorsitzender aus. Am 21. Juni 1989 erhielt er den Nersornaat in Silber. Er starb Silvester 1992 an seinem 64. Geburtstag.